# Whoosh!
Whoosh! ist das 21. Studioalbum der britischen Hard-Rock-Band Deep Purple. Es wurde am 7. August 2020 veröffentlicht.

## Produktion und Aufnahme
Der onomatopoetische Albumtitel stammt von Ian Gillan.
Die Band arbeitete, wie schon bei den beiden Vorgängeralben, mit Produzent Bob Ezrin zusammen, der auch als Sänger und Percussionist auf dem Album zu hören ist. Das Album wurde zu einem großen Teil in Nashville produziert, wo Ezrin auch lebt. Die Songs wurden großenteils live eingespielt.
Der Song And the Address war bereits auf dem Debütalbum Shades of Deep Purple zu hören. Der einzige Musiker, der auf beiden Aufnahmen zu hören ist, ist Schlagzeuger Ian Paice. Beide Songwriter des Titels, Jon Lord und Ritchie Blackmore, sind auf dem Album nicht mehr vertreten.

## Veröffentlichung
Am 20. März 2020 wurde die erste Single Throw My Bones veröffentlicht, am 30. April 2020 folgte die Single Man Alive. Ursprünglich war die Veröffentlichung des Albums im Juni 2020 geplant, verzögerte sich jedoch durch die COVID-19-Pandemie auf August. Grund hierfür war die fehlende Möglichkeit, die Materialien zur Veröffentlichung (CD, LP) ohne gesundheitlichen Risiken herzustellen.
Am 10. Juli 2020 erschien die Single Nothing at All.

## Titelliste
Alle Songs wurden von Deep Purple und Bob Ezrin geschrieben, außer And the Address (Jon Lord, Ritchie Blackmore).
| Nr. | Titel                             | Länge |
| --- | --------------------------------- | ----- |
| 1.  | Throw My Bones                    | 3:38  |
| 2.  | Drop the Weapon                   | 4:23  |
| 3.  | We're All the Same in the Dark    | 3:44  |
| 4.  | Nothing at All                    | 4:42  |
| 5.  | No Need to Shout                  | 3:30  |
| 6.  | Step by Step                      | 3:34  |
| 7.  | What the What                     | 3:32  |
| 8.  | The Long Way Round                | 5:39  |
| 9.  | The Power of the Moon             | 4:08  |
| 10. | Remission Possible (instrumental) | 1:38  |
| 11. | Man Alive                         | 5:35  |
| 12. | And the Address (instrumental)    | 3:35  |
| 13. | Dancing in My Sleep (Bonustrack)  | 3:51  |

## Mitwirkende

### Musiker

#### Deep Purple
- Gesang – Ian Gillan

- Gitarre – Steve Morse

- Bass – Roger Glover

- Schlagzeug – Ian Paice

- Keyboards – Don Airey

#### Weitere
- Saam Hashemi – Musikprogrammierung bei „Dancing in My Sleep“
- Ayana George – Gesang auf  „No Need to Shout“
- Tiffany Palmer – Gesang auf „No Need to Shout“
- Bob Ezrin – Percussion, Gesang

### Produktion und Personal
- Bob Ezrin – Produktion, Mix
- Justin Cortelyou – Mix, Tracker
- Jason Elliott – Mix
- Justin Francis – Mix
- Julian Shank – Audio Engineer, Mix
- Bryce Robertson – Tracker Assistent
- Alex Krotz – Toningenieur
- Jaime Sickora – Toningenieur
- Zach Pepe – Toningenieur-Assistent
- Eric Boulanger – Mastering
- John Metcalf – Orchesterarrangement bei „Man Alive“
- Alan Umstead – Dirigent bei „Man Alive“
- Nick Spezia – Orchester-Aufnahmen bei  „Man Alive“
- Ben Wolf – Fotograf
- Elena Saharova – Fotografin
- Jekyll & Hyde – Design, Cover Art

## Rezeption
Das Album erreichte, ebenso wie die Vorgängeralben Now What?! und  Infinite Platz 1 in den deutschen Charts.
Matthias Mineur schrieb in seinem Artikel für den deutschen Metal Hammer:
Man munkelt, Gitarrist Morse sei [...] zwar skeptisch gewesen, doch ausgerechnet er ist der entscheidende Faktor, dass mit WHOOSH! ein weiteres wunderbares Hard Rock-Album gelungen ist. Natürlich sind die wilden Zeiten mit brennenden Verstärkern und fliegenden Bierbechern (Blackmore lässt grüßen) endgültig vorbei, auch musikalisch. Stattdessen regieren unendlich große künstlerische Erfahrung, gepaart mit dem Ohr – und feinen Händchen – für geschmackvolle Tunes zwischen Tanzbein und Tiefgang.
Lothard Schröder schrieb für RP Online:
Auf so einen beknackten Albumtitel muss man auch erst einmal kommen: „Whoosh!“ – das klingt nach nackter Verzweiflung und letztem Versuch, was beides nicht zutrifft. Denn tatsächlich gehören die 13 Songs des neuen Albums mit zum Besten und Kreativsten, was Deep Purple je produziert hat.